# Jewel Lake Park
Jewel Lake Park är en park i Kanada.   Den ligger i provinsen British Columbia, i den södra delen av landet, 3 200 km väster om huvudstaden Ottawa. Jewel Lake Park ligger 1 166 meter över havet. Den ligger vid sjön Jewel Lake.
Terrängen runt Jewel Lake Park är lite bergig, och sluttar söderut. Trakten runt Jewel Lake Park är nära nog obefolkad, med mindre än två invånare per kvadratkilometer.. Närmaste större samhälle är Greenwood, 11,0 km sydväst om Jewel Lake Park.
I omgivningarna runt Jewel Lake Park växer i huvudsak barrskog.